# Kunst im öffentlichen Raum in Hamburg-Bergedorf
Diese Liste von Kunst im öffentlichen Raum in Hamburg-Bergedorf enthält dauerhaft aufgestellte Kunstwerke auf dem Gebiet des Stadtteils Bergedorf der Freien und Hansestadt Hamburg, die sich im öffentlichen Raum befinden und von anerkannten Künstlern und Künstlerinnen geschaffen wurden. Viele dieser Kunstwerke sind durch das Programm Kunst am Bau (und dessen Folgeprogramme) gefördert oder mit öffentlichen Geldern angekauft worden, dies ist aber keine Voraussetzung für die Aufnahme. Ebenso mögen einige dieser Kunstwerke als Kulturdenkmal geschützt sein, aber auch das ist keine Voraussetzung für die Aufnahme in diese Liste.
Bauschmuck ist im Normalfall im Artikel über das Bauwerk darzustellen, und gehört nicht in diese Liste. Streetart kann Aufnahme in die Liste finden, wenn es zu dem konkreten Kunstwerk eine ausführliche Rezeption in der Kunstwissenschaft gibt und ein enzyklopädischer Artikel über die Streetart-Künstler oder -Künstlerin existiert oder vorstellbar wäre. Denkmäler, die an eine Person oder ein Ereignis erinnern, können in die Liste aufgenommen werden, wenn sie ob ihrer zumeist plastischen Gestaltung als Kunstwerk gelten können. Bei reinen Gedenktafeln ist das normalerweise nicht der Fall.
Basis der Zusammenstellung sind Datensätze der Hamburger Kulturbehörde von 2012 und 2018, eine Veröffentlichung der SAGA GWG von 2008, und verschiedene Veröffentlichungen von Kunsthistorikern zum Thema. Eine abschließende Liste von Literatur kann es nicht geben, jedoch ist für jeden Eintrag in die Liste ein konkreter Verweis auf eine amtliche Liste oder anerkannte Sekundärliteratur erforderlich.
Gestohlene oder zerstörte Kunstwerke, die ehemals in Hamburg-Bergedorf aufgestellt waren, sind in einer separaten Liste aufgeführt.

## Legende
- Lage: Nennt die nächstgelegene Straße und, wenn vorhanden und sinnvoll, das nächstgelegene Bauwerk (mit Hausnummer) oder das umgebende Gebiet (z. B. einen Park) und gibt nötigenfalls Hinweise zur genauen Lage. Darunter werden - wenn vorhanden - auch die Geo-Koordinaten und das Wikidata-Logo als Verweis auf das Wikidata-Objekt angegeben. Die Spalte ist nach der Adresse sortierbar.
- Künstler/in: Name des Künstlers oder der Künstlerin, die das Kunstwerk geschaffen haben, verlinkt mit dem Wikipedia-Artikel zur Person. Die Spalte ist nach dem Nachnamen sortierbar.
- Beschreibung: Kurzbeschreibung des Werks, immer zuerst: Werktitel (kursiv), dann möglichst Material, Stil, Größe, Dargestelltes, Art der Förderung
- Jahr: Jahr der Fertigstellung des Kunstwerkes, wenn unbekannt dann das Jahr der Aufstellung. Hier kann nur ein einziges Jahr angegeben werden, kein Zeitraum. Weitere zeitliche Details zur Schaffung des Kunstwerkes (von–bis) können in der Beschreibung angegeben werden.
- Quelle: Kulturbehörde, SAGA, Literatur, jeweils mit Fußnote. Diese Angabe ist für eine Aufnahme in die Liste verpflichtend.
- Bild: Bild des Kunstwerks, mit Link auf Commons-Kategorie wenn vorhanden

Hinweis: Die Grundsortierung der Liste erfolgt nach der Adresse. Die Liste ist alternativ nach Künstler, Werktitel, Datierung oder Quelle sortierbar.

## Liste
| Lage | Künstler                                | Beschreibung | Jahr      | Quelle        | Bild |  |
| --- | --------------------------------------- | --- | --------- | ------------- | --- |  |
| An der Sternwarte 27 gegenüber, nahe August-Bebel-Straße, Grünstreifen (Lage)                                         | Roland Mayer                            | Kristallformation BA-Kooperationsprojekt SkulpturenLandschaft Bergedorf                                                                                            | 1990      | Kulturbehörde | weitere Bilder |  |
| August-Bebel-Straße Skulpturenpark an der Schulenbrooksbek (Lage)                                                     | Winni Schaak                            | to the lighthouse BA-Kooperationsprojekt SkulpturenLandschaft Bergedorf                                                                                            | vor 2018  |               | weitere Bilder |  |
| August-Bebel-Straße Skulpturenpark an der Schulenbrooksbek (Lage)                                                     | Kai Mertens                             | Kokusläufer BA-Kooperationsprojekt SkulpturenLandschaft Bergedorf                                                                                                  | vor 2018  |               | weitere Bilder |  |
| August-Bebel-Straße Skulpturenpark an der Schulenbrooksbek (Lage)                                                     | Werner Schlegel                         | Häuser BA-Kooperationsprojekt SkulpturenLandschaft Bergedorf | vor 2018  |               | weitere Bilder |  |
| August-Bebel-Straße Skulpturenpark an der Schulenbrooksbek (Lage)                                                     | Frank Raendchen                         | Venedigstein BA-Kooperationsprojekt SkulpturenLandschaft Bergedorf                                                                                                 | vor 2018  |               | weitere Bilder |  |
| August-Bebel-Straße Skulpturenpark an der Schulenbrooksbek (Lage)                                                     | Emanuela Camacci                        | On the other side BA-Kooperationsprojekt SkulpturenLandschaft Bergedorf                                                                                            | vor 2018  |               | weitere Bilder |  |
| August-Bebel-Straße Skulpturenpark an der Schulenbrooksbek (Lage)                                                     | Marco Baré                              | Torso BA-Kooperationsprojekt SkulpturenLandschaft Bergedorf | vor 2018  |               | weitere Bilder |  |
| BAB 25 Richtung Geesthacht kurz hinter Brücke Speckenweg (stadtauswärts), bei Kilometer 13,842 (Lage)                 | Rainer Oldendorf                        | Still KiöR | 1994–1996 | Kulturbehörde | Bild gesucht Die Wikipedia wünscht sich an dieser Stelle ein Bild vom Ort mit diesen Koordinaten 53.46888 10.26142 . Motiv: BAB 25 Richtung Geesthacht Falls du dabei helfen möchtest, erklärt die Anleitung , wie das geht. BW    |  |
| Bergedorfer Friedhof Friedhofskapelle 2 (Lage)                                                                        | Gudrun Piper                            | ohne Titel (Kanzelwandgestaltung) KaB | 1969/70   | Kulturbehörde | Bild gesucht Die Wikipedia wünscht sich an dieser Stelle ein Bild vom Ort mit diesen Koordinaten 53.48008 10.25648 . Motiv: Bergedorfer Friedhof Falls du dabei helfen möchtest, erklärt die Anleitung , wie das geht. BW          |  |
| Bergedorfer Straße 108/Kampdeich an neuem CCB, Schleusengrabenpromenade (Lage)                                        | Jan de Weryha-Wysoczanski               | Mahnmal zur Erinnerung an die Zwangsarbeiter in Bergedorf Bezirks-Auftrag, Opferdenkmal                                                                            | 2012      | Kulturbehörde | weitere Bilder |  |
| Billwerder Billdeich 620 Staatliche Gewerbeschule Verkehrstechnik, Arbeitstechnik, Ernährung, G20, Wiese (Lage)       | Arthur Boltze                           | Oikumene Schul-Direkterwerb | 1995?     | Kulturbehörde | weitere Bilder |  |
| Fiddigshagen 11 ex-V.S. Fiddigshagen, jetzt Grundschule Nettelnburg, Pausenhalle (Lage)                               | Siegfried Jonas                         | Ballspielende Knaben KaB | 1962–1964 | Kulturbehörde | Bild gesucht Die Wikipedia wünscht sich an dieser Stelle ein Bild vom Ort mit diesen Koordinaten 53.48 10.19408 . Motiv: Fiddigshagen 11 Falls du dabei helfen möchtest, erklärt die Anleitung , wie das geht. BW                  |  |
| Fockenweide (Lage) | Robert Müller-Warnke                    | Windspiel Leichtmetall | 1976      | Zabel         | weitere Bilder |  |
| Friedrich-Frank-Bogen (Lage)                                                                                          | Klaus-Jürgen Luckey                     | Wachstum Bronze | 1971      | Zabel         | Bild gesucht Die Wikipedia wünscht sich an dieser Stelle ein Bild vom Ort mit diesen Koordinaten 53.48972 10.18305 . Motiv: Friedrich-Frank-Bogen Falls du dabei helfen möchtest, erklärt die Anleitung , wie das geht. BW         |  |
| Friedrich-Frank-Bogen / Werner-Neben-Platz (Ladenzeile) (Lage)                                                        | Linde Burkhardt & Gruppe URBANES DESIGN | Kristallisationspunkt für Nahkontakte (oder Environment) Holz, KaB                                                                                                 | 1970      | Kulturbehörde | weitere Bilder |  |
| Friedrich-Frank-Bogen 118–120 (Lage)                                                                                  | Fritz Fleer                             | Große Figurengruppe (Romeo und Julia) Bronze | 1970      | Zabel         | weitere Bilder |  |
| Glindersweg 80 Bethesda-Krankenhaus (Lage)                                                                            | Pierre Schumann                         | Die Hilfe KaB | 1956      | Kulturbehörde | weitere Bilder |  |
| Grünstreifen Schulenbrooksbek nahe Justus-Brinckmann-Straße (Lage)                                                    | Ernst J. Petras                         | Bürger von N BA-Kooperationsprojekt SkulpturenLandschaft Bergedorf                                                                                                 |           |               | weitere Bilder |  |
| Grünstreifen Schulenbrooksbek nahe Justus-Brinckmann-Straße (Lage)                                                    | Bettina Thierig                         | Büste BA-Kooperationsprojekt SkulpturenLandschaft Bergedorfnicht an der Adresse Rathauspark Bergedorf, laut https://skulpturenlandschaft.eu/?p=277 abgebaut        |           | Kulturbehörde | weitere Bilder |  |
| Grünstreifen Schulenbrooksbek nahe Justus-Brinckmann-Straße (Lage)                                                    | Roswitha Schaab                         | Mann mit Kind BA-Kooperationsprojekt SkulpturenLandschaft Bergedorf                                                                                                | ?         | Kulturbehörde | Bild gesucht Die Wikipedia wünscht sich an dieser Stelle ein Bild vom Ort mit diesen Koordinaten 53.48377 10.23457 . Motiv: Grünstreifen Schulenbrooksbek Falls du dabei helfen möchtest, erklärt die Anleitung , wie das geht. BW |  |
| Grünstreifen Schulenbrooksbek nahe Möllers Kamp (Lage)                                                                | unbekannt                               | Walross | ?         | Kulturbehörde | weitere Bilder |  |
| Holzhude 1 Hamburg-Haus Bergedorf, Halle der Begegnung/Lichtwarck-Haus (Lage)                                         | Eduard Bargheer                         | Serenade (Das Konzert) KaB | 1961      | Kulturbehörde | Bild gesucht Die Wikipedia wünscht sich an dieser Stelle ein Bild vom Ort mit diesen Koordinaten 53.48689 10.20852 . Motiv: Holzhude 1 Falls du dabei helfen möchtest, erklärt die Anleitung , wie das geht. BW                    |  |
| Hude 2 Fußgängerzone (Lage)                                                                                           | Heike Landherr                          | Büste für Dietrich Wilhelm Soltau (1745–1827, Kaufmann und Schriftsteller) gestiftet von diversen Firmen und Bergedorfer Fachgeschäften, bürgerliche Denkmalkultur | ca. 2011  | Kulturbehörde | weitere Bilder |  |
| Johann-Adolf-Hasse-Platz (Lage)                                                                                       | Gisela Varzandeh                        | Büste Johann Adolf Hasse 1699–1783 gestiftet von Bergedorfer Musiktage e.V., bürgerliche Denkmalkultur                                                             | 2005      | Kulturbehörde | weitere Bilder |  |
| Justus-Brinckmann-Straße 60 (Lage)                                                                                    | Robert Müller-Warnke                    | Delfin-Brunnen Bronze | 1981      | Zabel         | Bild gesucht Die Wikipedia wünscht sich an dieser Stelle ein Bild vom Ort mit diesen Koordinaten 53.48495 10.23411 . Motiv: Justus-Brinckmann-Straße 60 Falls du dabei helfen möchtest, erklärt die Anleitung , wie das geht. BW   |  |
| Kaiser-Wilhelm-Platz (Lage)                                                                                           | unbekannt                               | Kaiser-Wilhelm-Büste Bronze | 1891      | Zabel         | weitere Bilder |  |
| Kurt-A.-Körber-Chaussee 2 Haupteingang Körber AG (Lage)                                                               | Jochen Valett                           | Objekt Aluminium | 1985      | Zabel         | weitere Bilder |  |
| Kurt-A.-Körber-Chaussee 8–32 Hauni Maschinenbau AG/Manfred-von-Ardenne-Platz (nicht eingezäunt) (Lage)                | Edwin Scharff                           | Schaffender (Mann mit Mikrometer) Geschenk von Körber an die Stadt Hamburg, verbunden mit Auflage: bei Werk bleiben, urspr. an Haupteingang                        | 1955      | Kulturbehörde | weitere Bilder |  |
| Ladenbeker Furtweg Sitzbereich hinter Wohnsiedlung 182–224, nahe Spielhaus Friedrich-Frank-Bogen, Bürgergarten (Lage) | unbekannt                               | Das Summloch | ?         | Kulturbehörde | Bild gesucht Die Wikipedia wünscht sich an dieser Stelle ein Bild vom Ort mit diesen Koordinaten 53.49016 10.18186 . Motiv: Ladenbeker Furtweg Falls du dabei helfen möchtest, erklärt die Anleitung , wie das geht. BW            |  |
| Ladenbeker Furtweg 224 Durchgang zur Grünanlage am Fritz-Manke-Weg (Lage)                                             | Kurt Bauer                              | Biber Steinskulptur eines Bibers auf Stele, davor eine Platte mit Wasserbecken. Ankauf durch SAGA.                                                                 | 1972      | Kulturbehörde | weitere Bilder |  |
| Ladenbeker Furtweg 264 Giebelwand des Wohnblocks (Lage)                                                               | Andreas Nowack                          | Geschichte Bergedorfs Mosaik-Wandbild in ganzer Höhe des Gebäudes, Ankauf durch SAGA                                                                               | 1969      | Kulturbehörde | weitere Bilder |  |
| Rathauspark Bergedorf am Schulenbooksbek-Weiher (Lage)                                                                | Stefan Riebel                           | Luftsäule BA-Kooperationsprojekt SkulpturenLandschaft Bergedorf | ?         | Kulturbehörde | Bild gesucht Die Wikipedia wünscht sich an dieser Stelle ein Bild vom Ort mit diesen Koordinaten 53.48595 10.22062 . Motiv: Rathauspark Bergedorf Falls du dabei helfen möchtest, erklärt die Anleitung , wie das geht. BW         |  |
| Rathauspark Bergedorf nahe Rathaus (Lage)                                                                             | Nobert Jäger                            | NaturRaumMensch Bezirks-Direktankauf 2008 | 2008      | Kulturbehörde | Bild gesucht Die Wikipedia wünscht sich an dieser Stelle ein Bild vom Ort mit diesen Koordinaten 53.4859 10.22094 . Motiv: Rathauspark Bergedorf Falls du dabei helfen möchtest, erklärt die Anleitung , wie das geht. BW          |  |
| Reinbeker Weg 76 Luisen-Gymnasium, vor Eingang (Lage)                                                                 | Wilhelm Rex                             | Tanzendes Vierländer Paar Kunst im Stadtbild bis 1950 | 1930      | Kulturbehörde | weitere Bilder |  |
| Sander Damm nahe Kurt-A.-Körber-Chaussee 8–32, Hauni Maschinenbau AG (Lage)                                           | Manfred Sihle-Wissel                    | Verbundenheit Geschenk der Hauni zu Körbers 70. Geburtstag | 1979      | Kulturbehörde | weitere Bilder |  |
| Sander Straße 11 Grundschule Sander Straße, Schulhof/Sandkasten (Lage)                                                | Kurt Bauer                              | Fuchs KaB | 1956      | Kulturbehörde | weitere Bilder |  |
| Sander Straße 11 Grundschule Sander Straße, Treppenhaus Kreuzbau (Lage)                                               | Fritz Husmann                           | Sonnenblumen und Zugvögel (dreiteilige Wandgestaltung) KaB | 1960–1961 | Kulturbehörde | Bild gesucht Die Wikipedia wünscht sich an dieser Stelle ein Bild vom Ort mit diesen Koordinaten 53.4959 10.219 . Motiv: Sander Straße 11 Falls du dabei helfen möchtest, erklärt die Anleitung , wie das geht. BW                 |  |
| Schlosspark nahe Schlosseingang (Lage)                                                                                | Robert Schneller                        | Löwin Zugang unklar, 1970 als Symbol und zu Ehren des Bergedorfer Gesprächskreises (1961 von Kurt A. Körber ins Leben gerufen) aufgestellt                         | 1970?     | Kulturbehörde | weitere Bilder |  |
| Schlosspark nahe Rollschuhbahn (Lage)                                                                                 | Götz Loepelmann                         | Albis (auch Liegende) (lat. für Elbe), KaB, Ankauf direkt von der Kulturbehörde                                                                                    | 1967      | Kulturbehörde | weitere Bilder |  |
| Schlosspark nahe Albis (Lage)                                                                                         | unbekannt                               | Denkmal für Friedrich Ludwig Jahn (Brustbild) Bezirksauftrag?, bürgerliche Denkmalkultur                                                                           | 1911      | Kulturbehörde | weitere Bilder |  |
| Schlosspark (Lage) | Karl Garbers                            | Denkmal für Otto von Bismarck bürgerliche Stiftung aus Bergedorf, bürgerliche Denkmalkultur                                                                        | 1906      | Kulturbehörde | weitere Bilder |  |
| Schlosspark an Weg zwischen Schloss und Kaiser-Wilhelm-Platz (Lage)                                                   | Maria Pirwitz u. a.                     | Gedenkstein zum 175. Geburtstag des Komponisten Johannes Brahms (1833–1897) gespendet von Josef Ritter, Metallgießer Bergedorf, bürgerliche Denkmalkultur          | 2008      | Kulturbehörde | weitere Bilder |  |
| Serrahn (Lage) | Stephan Balkenhol                       | Vier Männer auf Bojen (1 von 4) KiöR | 1993      | Kulturbehörde | weitere Bilder |  |
| Wentorfer Straße 30 Rathauspark, Treppe (Lage)                                                                        | unbekannt                               | 2 Sphingen Kunst im Stadtbild bis 1950, gestiftet von Hermann Friedrich Messtadt Erben                                                                             | ?         | Kulturbehörde | weitere Bilder |  |
| Wentorfer Straße 50 (Lage)                                                                                            | Robert Müller-Warnke                    | Mädchen mit Gans Bronze | 1960      | Zabel         | Bild gesucht Die Wikipedia wünscht sich an dieser Stelle ein Bild vom Ort mit diesen Koordinaten 53.48777 10.22344 . Motiv: Wentorfer Straße 50 Falls du dabei helfen möchtest, erklärt die Anleitung , wie das geht. BW           |  |
| Wiesnerring 2 Grünanlage vor Wohnblock 2a/2c (Lage)                                                                   | Fritz Fleer                             | Flötenspieler Bronzeplastik eines sitzenden Flötenspielers | 1962      | Zabel         | weitere Bilder |  |
| Wiesnerring 29/31 (Lage)                                                                                              | Robert Müller-Warnke                    | Zwei Reifen Bronzeplastik zweier ineinander verschränkter Reifen, Ankauf vermutlich durch Baugenossenschaft Bergedorf-Bille beim Neubau des Wohngebietes.          | 1961      | Zabel         | weitere Bilder |  |
| Wiesnerring 35 Kita Wiesnerring, links des Eingangs zum Gelände (Lage)                                                | Werner Michaelis                        | Bronzebaum Bronzeplastik eines laublosen Baums mit drei Stämmen | 1965      | Zabel         | weitere Bilder |  |